# Pseudopirnodus imitans
Pseudopirnodus imitans är en kvalsterart som först beskrevs av Balogh och Sandór Mahunka 1968.  Pseudopirnodus imitans ingår i släktet Pseudopirnodus och familjen Oripodidae. Inga underarter finns listade i Catalogue of Life.